# 瀧澤誠
瀧澤 誠（たきさわ まこと）は、数理科学の理学博士。昭和薬科大学薬学部講師。 
J-PARC分室KEK理論センター素粒子原子核研究所高エネルギー加速器研究機構客員研究員。

## 人物
専門は、ハドロン物理学・原子核理論物理学・素粒子実験物理学。上智大学理工学部や昭和薬科大学薬学部で教鞭をとる。第1種放射線取扱主任者の資格をもつ。

## 来歴
1981年　東京大学教育学部附属高校卒業（現・東京大学教育学部附属中等教育学校）。上智大学理工学部物理学科に進学後は、研究に打ち込み総代で卒業する。1990年3月 上智大学大学院理工学研究科物理学専攻博士後期課程を修了し、理学博士の学位をとる。
1990年から、東京大学原子核研究所研究員。大学等放射線施設協議会常議員。

## 著書
- 基礎物理学 (薬学生のための基礎シリーズ)　本間浩/編 和田義親/共著 瀧澤誠/共著 中川弘一/共著 長濱辰文/共著 溝口則幸/共著